# Basarabasa, Hunedoara
Basarabasa este un sat în comuna Vața de Jos din județul Hunedoara, Transilvania, România.

## Monumente istorice
- Biserica de lemn „Sfântul Nicolae”